# Metropolia Chapecó
Metropolia Chapecó – metropolia Kościoła rzymskokatolickiego w Brazylii. Składa się z metropolitalnej archidiecezji Chapecó, oraz trzech innych diecezji: Caçador, Joaçaba i Lages. Utworzona została 5 listopada 2024 z terytorium metropolii Florianópolis. Pierwszym metropolitą został abp Odelir José Magri. Wraz z metropoliami Florianópolis oraz Joinville tworzy region kościelny Sul IV (Santa Catarina).
W skład metropolii wchodzą
- archidiecezja Chapecó
  - diecezja Caçador
  - diecezja Joaçaba
  - diecezja Lages

## Metropolici
- Odelir José Magri MCCJ (od 2024)